# Louis Wallée

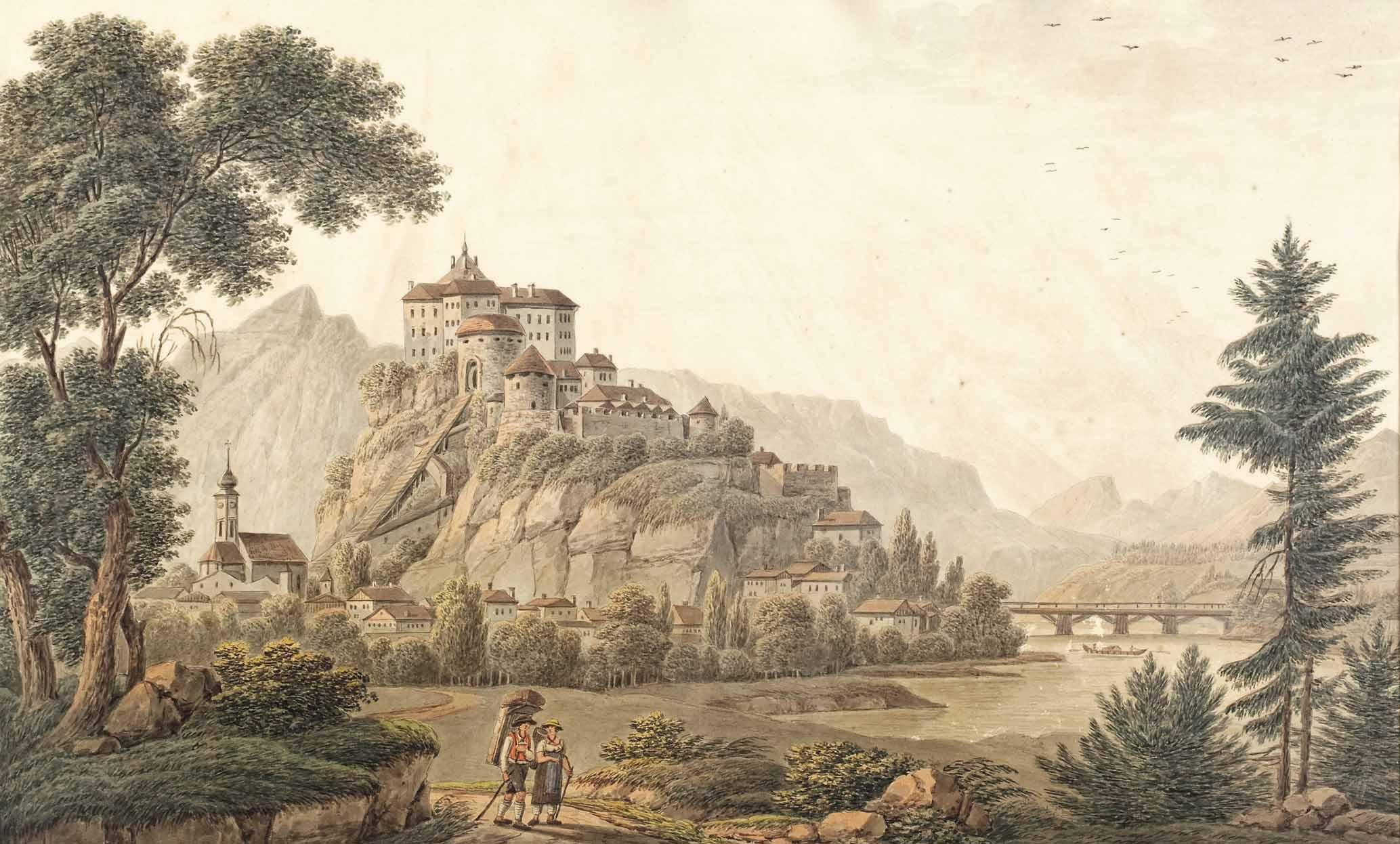
Festung Kufstein

Louis Wallée (auch Ludwig Wallée, Louis Vallée, * 1773 in Berleburg; † 12. März 1838 in Salzburg) war ein österreichischer Landschaftsmaler.

## Leben
Wallée entstammte einer französischen Einwandererfamilie.
Er kam um 1795 nach Salzburg und blieb dort lebenslang. Nach der Malerlehre in Berchtesgaden unternahm er Studienreisen ins Salzkammergut und nach Oberösterreich.
Er schuf Landschaften und Städteansichten, meist in Aquarell. Viele von ihnen dienten als Vorlagen für Radierungen und Kupferstiche. Wallée malte u. a. Ansichten der Ortschaften Suben, Engelhartszell und Mondsee in Oberösterreich, die Wasserfälle bei Golling und in Gastein, sowie den Königsee in Berchtesgaden. 1799 malte er die schönsten Ansichten Berchtesgadens, die in der Subskription des „Salzburgischen Intelligenzblattes“ erschienen.
Seine Werke kamen in die kaiserlichen und fürstlichen Kunstsammlungen, auch in Frankreich und England.
In Boissy-Saint-Léger und Sucy-en-Brie wurden Straßen nach ihm benannt.